# Jacob van Heemskerk
‎‎
Jacob van Heemskerk, nizozemski pomorščak, raziskovalec in admiral, * 13. marec 1567, Amsterdam, † 25. april 1607, Gibraltarski zaliv.
Heemskerk je poveljeval nizozemski floti med bitko za Gibraltar, v kateri je tudi padel v boju.